# Taras Mischtschuk
Taras Wiktorowytsch Mischtschuk (ukrainisch Тарас Вікторович Міщук; * 22. Juli 1995 in Dubno) ist ein ukrainischer Kanute.

## Erfolge
Taras Mischtschuk gewann seine ersten internationalen Medaillen im Vierer-Canadier bei den Europameisterschaften 2014 in Mailand, bei denen er im Vierer-Canadier den dritten Platz über 1000 Meter belegte. Bei den Europameisterschaften 2015 in Račice u Štětí wurde er im Zweier-Canadier mit Dmytro Jantschuk über 500 Meter erst Zweiter und über 1000 Meter schließlich Europameister. Im selben Jahr belegten Mischtschuk und Jantschuk bei den Weltmeisterschaften in Mailand den Bronzerang. Bei den Europaspielen 2015 in Baku wurden die beiden nach erfolgreicher Finalqualifikation in einer Rennzeit von 3:35,561 Minuten Fünfte.
Bei den Olympischen Spielen 2016 in Rio de Janeiro gingen Mischtschuk und Jantschuk im Zweier-Canadier auf der 1000-Meter-Distanz an den Start. Sie beendeten zunächst ihren Vorlauf als Zweiter hinter den Brasilianern Erlon Silva und Isaquias Queiroz, ehe sie sich nach einem Sieg im Halbfinale nach 3:38,384 Sekunden mit deutlichem Vorsprung für den Endlauf qualifizierten. In diesem waren es nur die siegreichen Deutschen Sebastian Brendel und Jan Vandrey sowie abermals Silva und Queiroz, die noch schneller das Ziel erreichten, womit Mischtschuk und Jantschuk die Bronzemedaille gewannen. Sowohl bei den Europameisterschaften 2017 in Plowdiw als auch 2018 in Belgrad sicherten sich Mischtschuk und Jantschuk im Zweier-Canadier auf der 500-Meter-Strecke jeweils eine weitere Bronzemedaille. 2012 wurde Mischtschuk in Kopenhagen im Vierer-Canadier über 500 Meter Weltmeister, ein Jahr später belegte er in Dartmouth in dieser Disziplin Rang drei. Diesen Erfolg wiederholte er mit dem Vierer-Canadier bei den Weltmeisterschaften 2023 in Duisburg.
Für seine olympische Bronzemedaille erhielt Mischtschuk 2016 den Ukrainischen Verdienstorden zweiter Klasse.